# João Carlos Rocha Vicente
João Carlos Rocha Vicente (sinh ngày 3 tháng 7 năm 1984 ở Lisbon, Bồ Đào Nha) là một cầu thủ bóng đá người Cabo Verde thi đấu cho Clube Oriental de Lisboa ở vị trí hậu vệ trái.